# Catedral de la Epifanía (Venice)
La Catedral de la Epifanía (en inglés: Epiphany Cathedral) es una catedral católica ubicada en Venice, Florida, Estados Unidos. Es la sede de la Diócesis de Venice.
La parroquia de la Epifanía puede rastrear su fundación hasta 1935, cuando se convirtió en una estación de la misión de la Parroquia de Santa Marta en Sarasota, Florida. La misión fue fundada, en parte, porque los profesores y estudiantes en el Instituto Militar de Kentucky tuvieron que hacer un viaje de 36 millas de ida y vuelta para asistir a la misa en Sarasota. La primera misa en la misión se celebró en el Teatro Gulf para 20 personas .
El Beato Juan Pablo II estableció la Diócesis de Venice el 16 de junio de 1984. Entonces la iglesia se convirtió en la catedral de la nueva diócesis. El padre John J. Nevins se instaló como el primer obispo de la diócesis . Dos años más tarde la parroquia Virgen de Lourdes en Venice fue refundada de la catedral de la Epifanía.